# Здание Главного казначейства
Здание Главного казначейства — памятник архитектуры. Расположен в Санкт-Петербурге, современный адрес дома — набережная реки Фонтанки, 70-72.
В трёхэтажном здании, входивших в прошлом в группу зданий, стоящих рядом с Ломоносовским мостом и принадлежавших Министерству финансов, размещались Ссудная касса, Управление сберегательных касс и Главное казначейство. Общество архитекторов объявило конкурс на проект здания в 1911 году, и выбрало в качестве основа эскизы Б. М. Иофана и С. С. Серафимова, которые доработал и исполнил С. С. Корвин-Круковский.
Всего на конкурс было подано 16 работ, рассмотрено 15, победивший проект носил название «Лето I», выплата за победу составила 1500 рублей.
Строительство шло с апреля 1913 года до конца 1915 года.
Нижний этаж трактован как цокольный, центральная часть чуть отступает от красной линии, украшена пилястрами на уровне 2-3 этажей. Боковые части украшены неглубокими лоджиями, в которых поставлены полуколонны. Над всем фасадом выше карниза построен высокий аттик.
В здании круглый вестибюль с римско-дорической колоннадой, операционный зал — площадью более 3000 квадратных метров, над центром зала, на высоте 20 метров, возведён купол. Зал украшен колоннами и пилястрами ионического ордера. К главному корпусу прилегают со стороны дворов флигели, построенные для служащих.
Композиционно здание перекликается с видом здания Министерства внутренних дел, в частности, благодаря обработке лоджиями.
В 1925 году на аттике банка вместо герба Российской империи был установлен рельеф с изображением герба Советского Союза; при последующей реставрации был возвращён исходный узор.
В здании после революции был расположен Государственный банк, в октябре 2022 года в доме был открыт филиал Музея Банка России.

## Галерея

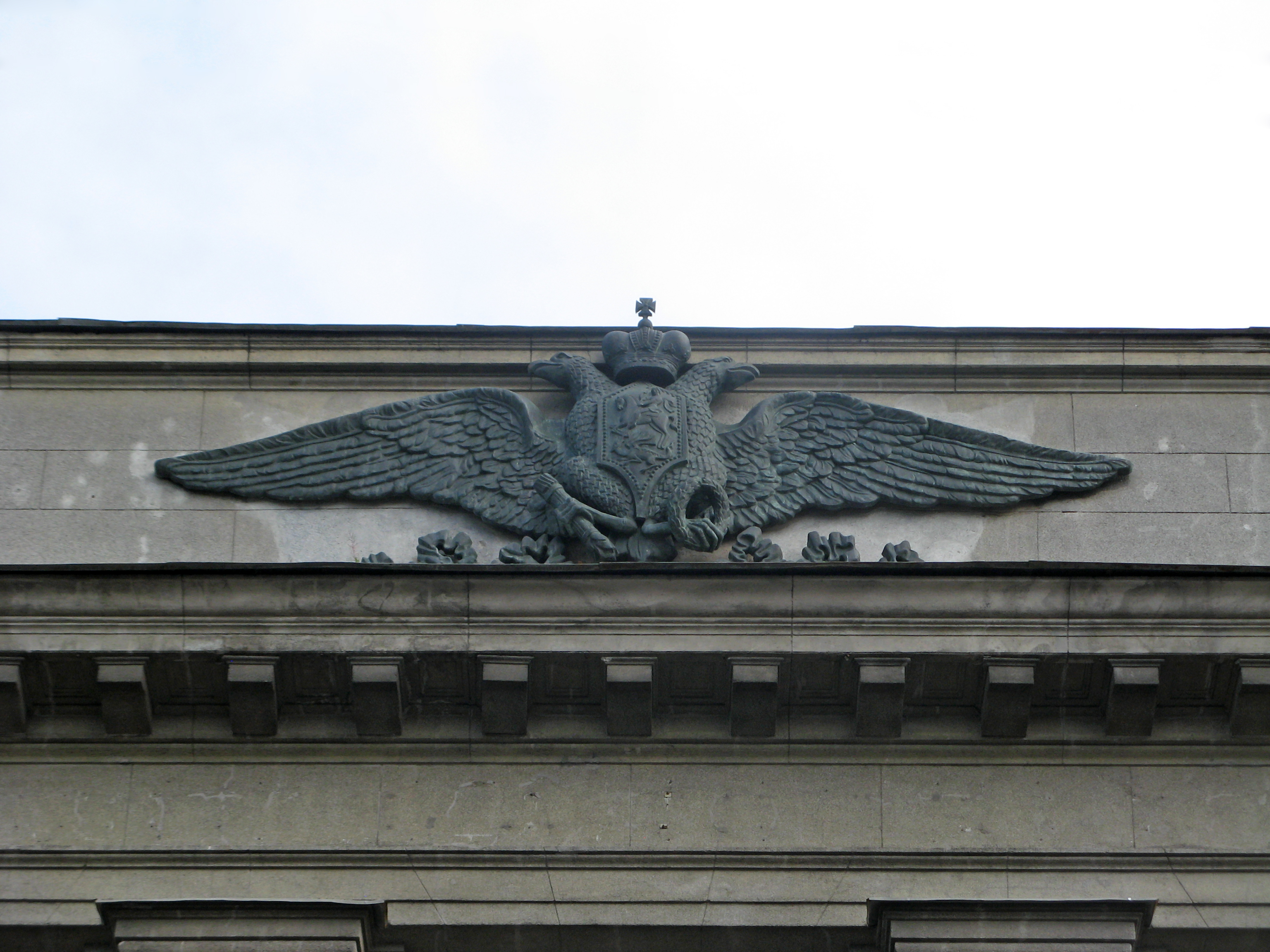
Современная деталь, герб на фасаде
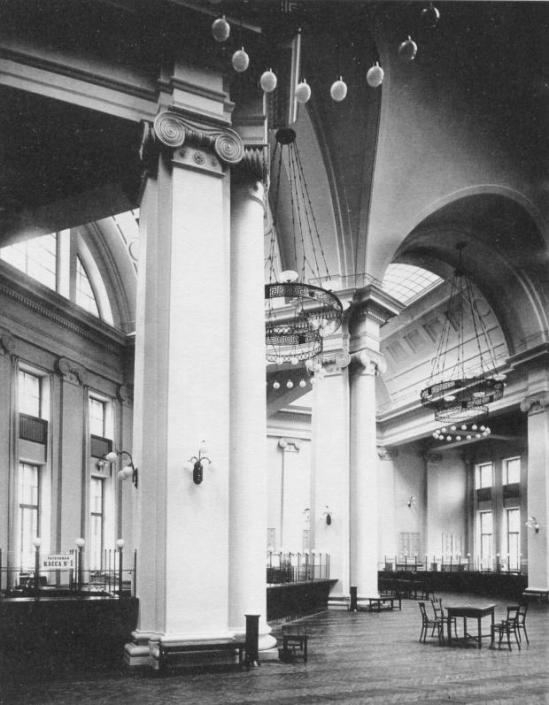
Операционный зал, 1916 год
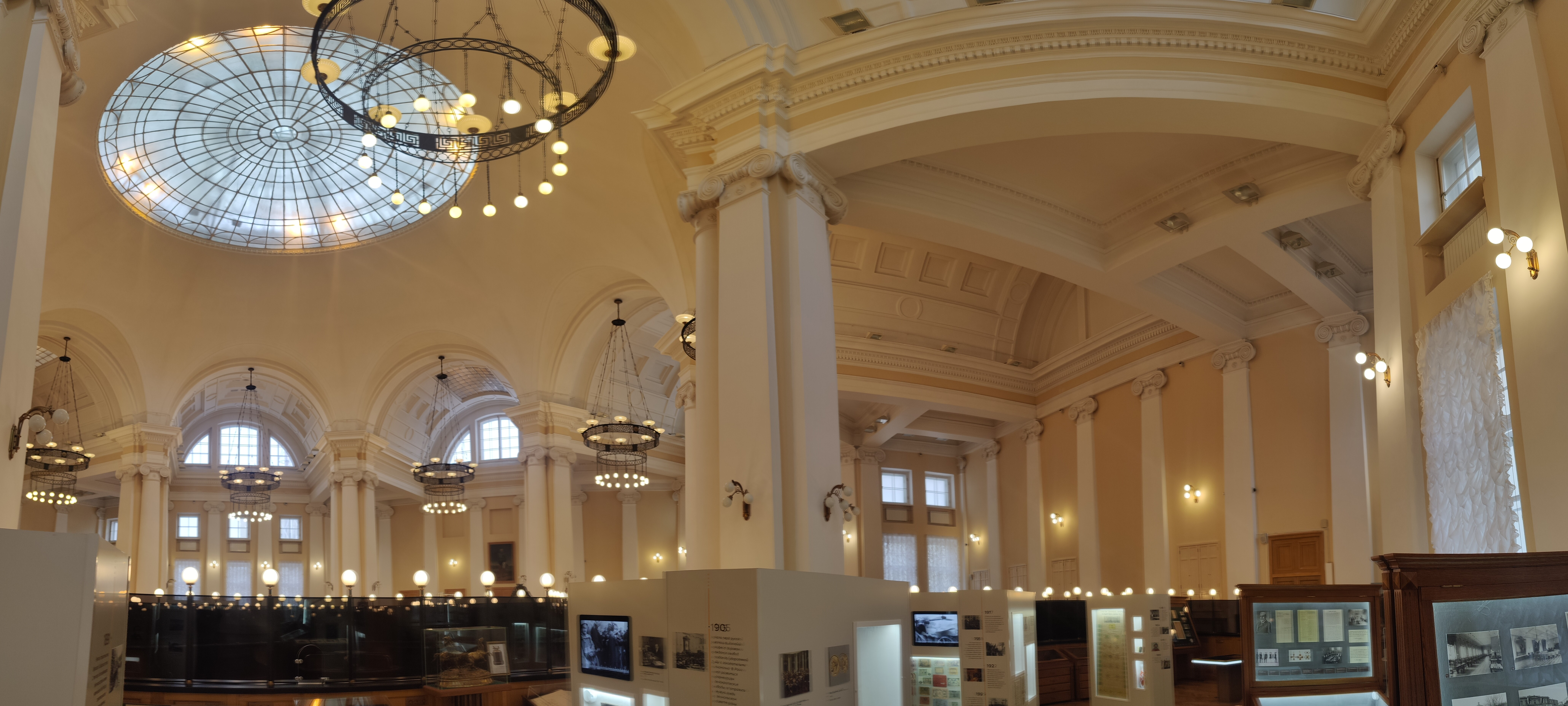
Операционный зал, 2023 год
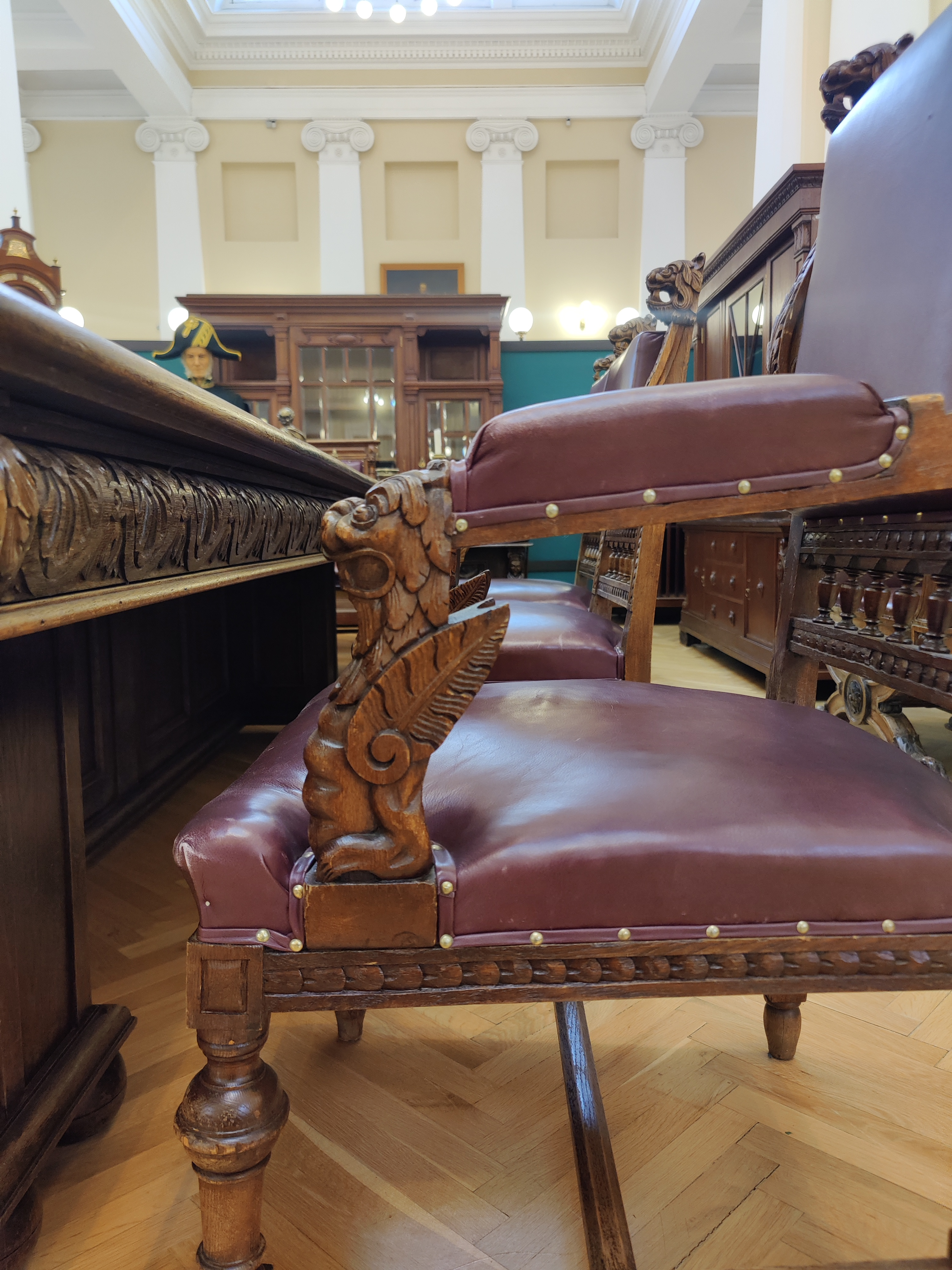
Оригинальная мебель в операционном зале украшена грифонами, хранителями сокровищ
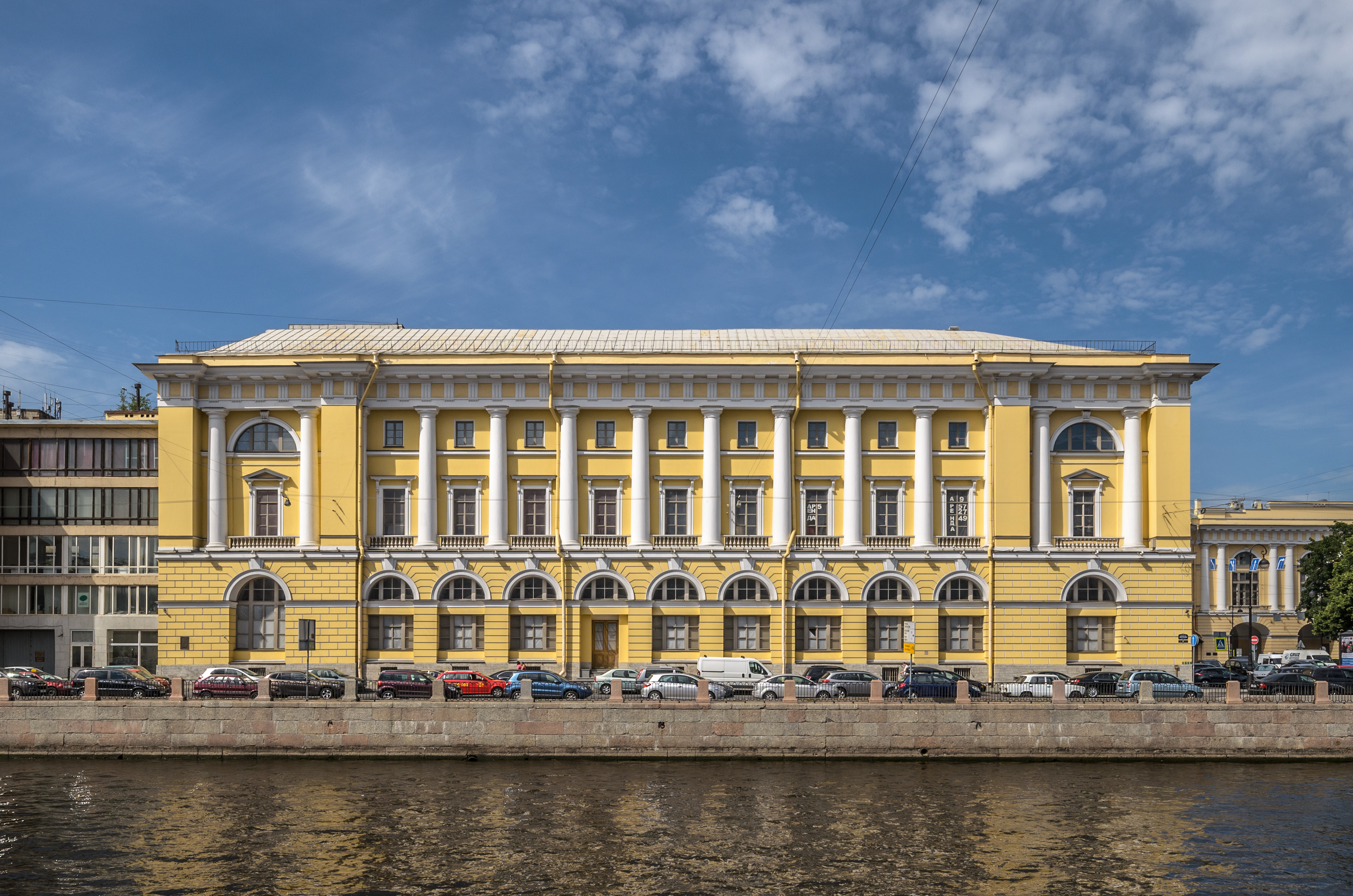
Здание Министерства внутренних дел, с оформлением ризалитов которого перекликается вид здания казначейства
- Конкурсные проекты
- Конкурсные проекты
- Конкурсные проекты
- Конкурсные проекты
- Конкурсные проекты
- Конкурсные проекты